# الغطبل (عمد)

تعديل مصدري - تعديل

الغطبل هي إحدى قرى  بمديرية عمد التابعة لمحافظة حضرموت، بلغ تعداد سكانها 200 نسمة حسب تعداد اليمن لعام 2004.